# San Borja (ort)
San Borja är en ort i Bolivia.   Den ligger i departementet Beni, i den centrala delen av landet, 500 km norr om huvudstaden Sucre. San Borja ligger 191 meter över havet och antalet invånare är 19 640.
Terrängen runt San Borja är mycket platt. Det finns inga andra samhällen i närheten.
Omgivningarna runt San Borja är huvudsakligen savann. Runt San Borja är det mycket glesbefolkat, med 2 invånare per kvadratkilometer.